# Resolutie 17 Veiligheidsraad Verenigde Naties
Resolutie 17 van de Veiligheidsraad van de Verenigde Naties was de tweede resolutie van de Raad in diens tweede werkjaar. Bij de stemming werd ze aangenomen met negen stemmen tegen geen. Polen en de Sovjet-Unie kozen voor de onthouding.

## Achtergrond
In 1946 brak de Griekse Burgeroorlog uit tussen de regering en communistische rebellen in het noorden van het land. Volgens Griekenland werden die communisten gesteund door de buurlanden, Albanië, Joegoslavië en Bulgarije, die allemaal kort tevoren communistisch waren geworden. De drie landen ontkenden evenwel de beschuldiging.
In 1947 werd een commissie ter plaatse gestuurd om de zaak te onderzoeken. Toen die in juni rapporteerde, verwierp de Sovjet-Unie haar aanbevelingen. De Sovjet-Unie wilde de schuld bij Griekenland leggen, terwijl de Verenigde Staten de drie communistische landen wilden veroordelen. Verschillende ontwerpresoluties van beide landen werden door de ander met het vetorecht tegengehouden; ook een van de VS die de kwestie wilde doorspelen aan de Algemene Vergadering. Een volgende resolutie van de VS die de kwestie definitief van de agenda schrapte werd wel aangenomen.

## Inhoud
De onderzoekscommissie had aan de Veiligheidsraad gevraagd of het verzoek aan Griekenland om de executie van politieke gevangenen uit te stellen, onder de bepaling van resolutie 15 waarin de commissie werd opgericht valt.
De Veiligheidsraad vroeg de secretaris-generaal aan de commissie mede te delen dat de Raad van oordeel was dat de commissie niet aan de overheden van Griekenland, Albanië, Bulgarije en Joegoslavië mocht vragen om de executie van enige terdoodveroordeelden uit te stellen, tenzij de commissie geloofde dat het een getuige was die haar zou kunnen helpen in haar werk en ze haar verzoek (tot uitstel van executie) op die grond zou indienen.
Lijst ·  16 ·  17 ·  18 ·  19 ·  20 ·  21 ·  22 ·  23 ·  24 ·  25 ·  26 ·  27 ·  28 ·  29 ·  30 ·  31 ·  32 ·  33 ·  34 ·  35 ·  36 ·  37